# 21605 Reynoso
21605 Reynoso este un asteroid din centura principală de asteroizi.

## Descriere
21605 Reynoso este un asteroid din centura principală de asteroizi. A fost descoperit pe 12 februarie 1999 la Socorro, New Mexico, în cadrul proiectului LINEAR. Asteroidul prezintă o orbită caracterizată de o semiaxă mare de 3,06 ua, o excentricitate de 0,11 și o înclinație de 10,9° în raport cu ecliptica.